# 2Cellos (album)
2Cellos è il primo album in studio del duo di violoncellisti croato sloveno dei 2Cellos, pubblicato il 14 giugno 2011. Il duo ha arrangiato cover di brani di vari artisti internazionali per poter eseguire le tracce con il solo ausilio di due violoncelli.

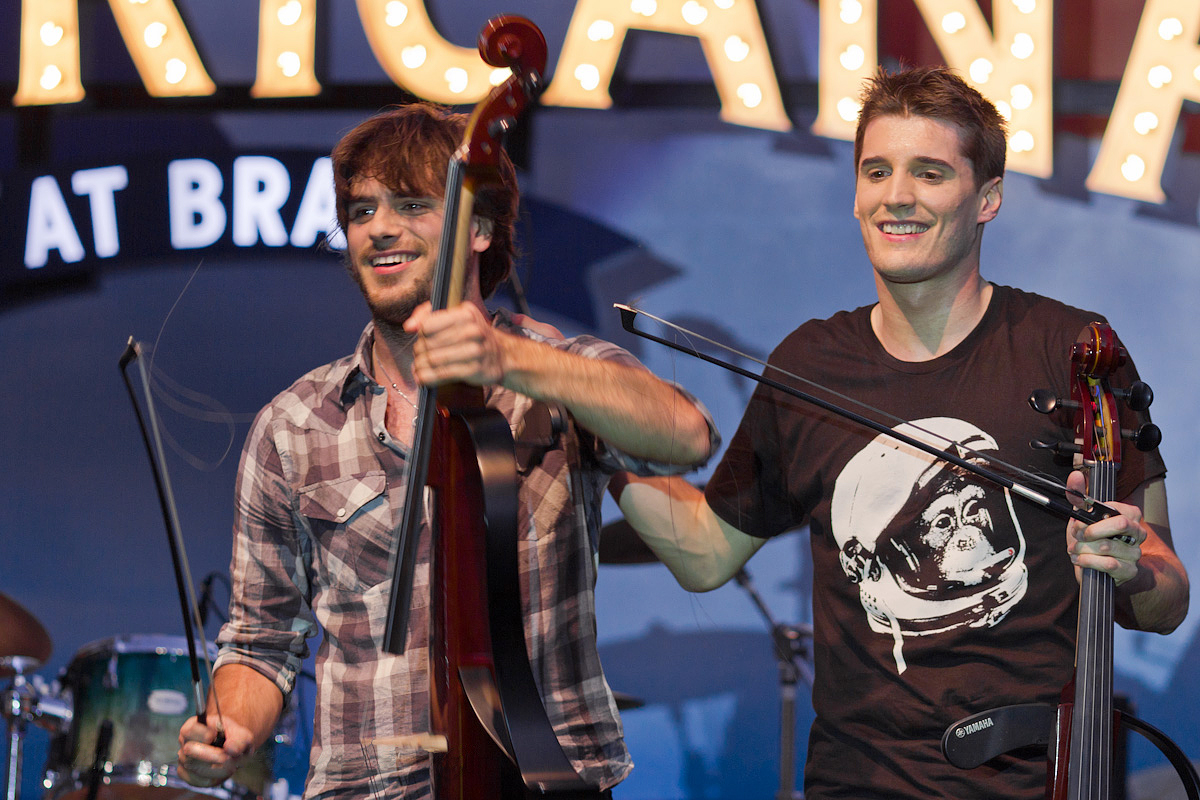
I 2Cellos: da sinistra Stjepan Hauser e Luka Šulić al centro commerciale Americana At Brand di Glendale, California (Stati Uniti)- 4 agosto 2011

## Incisione e pubblicazione
Dopo aver iniziato una carriera come musicisti di musica classica, il duo 2Cellos composto da Luka Šulić e Stjepan Hauser, decidono di pubblicare un album che contiene esecuzioni di musica contemporanea utilizzando solo il violoncello come strumento principale. L'album è stato preceduto dal singolo Smooth Criminal di Michael Jackson del quale è stato pubblicato un video musicale su YouTube nel gennaio del 2011 che ha suscitato interesse mondiale, facendoli divenire un vero e proprio fenomeno culturale..

## Tracce
1. Where the Streets Have No Name (U2) - 4:02
2. Misirlou (Dick Dale & his Del-Tones) - Colonna sonora di Pulp Fiction - 2:13
3. Use Somebody (Kings of Leon) - 3:27
4. Smooth Criminal (Michael Jackson) - 4:10
5. Fragile (Sting) - 3:26
6. Resistance (Muse) - 3:49
7. Hurt (Nine Inch Nails) - 4:29
8. Welcome to the Jungle (Guns N' Roses) - 3:08
9. Human Nature (Michael Jackson) - 2:47
10. Viva la vida (Coldplay) - 3:41
11. Smells Like Teen Spirit (Nirvana) - 2:50
12. With or Without You (U2) - 4:51